# سدریک مکیادی
سدریک مکیادی (انگلیسی: Cédric Makiadi؛ زادهٔ ۲۳ فوریهٔ ۱۹۸۴) بازیکن فوتبال اهل آلمان است.
از باشگاه‌هایی که در آن بازی کرده‌است می‌توان به باشگاه فوتبال وولفسبورگ، باشگاه فوتبال چای‌کار ریزه‌اسپور، باشگاه فوتبال فرایبورگ، باشگاه ورزشی وردر برمن، و باشگاه فوتبال دویسبورگ اشاره کرد.
وی همچنین در تیم ملی فوتبال جمهوری دموکراتیک کنگو بازی کرده‌است.